# Nikki S. Lee
Nikki Seung-hee Lee (nacida en 1970 ) es una artista visual con sede en Kye-Chang, Corea del Sur, que vive y trabaja actualmente en la ciudad de Nueva York. Sus obras rodean los campos de la fotografía y el cine. Su trabajo se basa en "nociones asiáticas de identidad, donde la identidad no es un conjunto estático de rasgos que pertenecen a un individuo, sino algo que cambia y se define constantemente a través de las relaciones con otras personas".

## Primeros años
Nikki S. Lee se crio en Kye-Chang, un pueblo muy pequeño en Corea. A temprana edad, tenía el deseo de hacer algo único. Al crecer, estuvo expuesta a una variedad de culturas extranjeras a través de los medios y desarrolló interés en aprenderlas y empatizar con otras personas. Sin embargo, no quería convertirse en artista porque en ese momento en su país la cantidad de mujeres artistas era casi inexistente y las mismas no eran aceptadas. Cuando asistió a la universidad, quería convertirse en actriz y estudiar cine. Su sueño de convertirse en actriz no duró mucho tiempo porque pensaba que "no era lo suficientemente bonita" para ser actriz en Corea. Por lo tanto, decidió convertirse en cineasta. Cuando se lo comunicó a sus padres, estos se negaron a enviarla a la escuela de cine. Así, en vez de estudiar cine terminó asistiendo a una escuela de fotografía y se convirtió en fotógrafa.

## Educación
Lee obtuvo una Licenciatura en Bellas Artes con especialización en fotografía en la Universidad Chung-Ang en Corea del Sur en 1993. Después de un año, se mudó a la ciudad de Nueva York para asistir al Fashion Institute of Technology para estudiar fotografía comercial. Luego obtuvo su Maestría en Fotografía en la Universidad de Nueva York (NYU) en 1998. En NYU, desarrolló interés en el aspecto conceptual de la fotografía. Hasta su ingreso en la Universidad de Nueva York, trabajó principalmente en proyectos documentales, lo que la obligó a salir a las calles a tomar fotografías. No le gustaba este aspecto de la fotografía documental porque no le gustaba "molestar a la gente".
Su tiempo en NYU fue influyente puesto que la alentó a volver a comprometerse con el mundo del arte. Mientras estaba en la universidad se encontró con una amiga que la llevó a galerías de arte y le presentó una amplia gama de libros. De esta manera, las relaciones personales que forjó en la institución la llevaron a seguir su carrera como artista.

## Trabajo
A principios de su carrera, Lee comenzó como asistente de fotografía para el estudio LaChapelle. Como pasante, trabajó en iluminación, ayudó a configurar el estudio y cargó películas. Aunque le gustaba trabajar en fotografía comercial, deseaba 'hacer algo por su cuenta', lo que la impulsó a ingresar a la carrera como fotógrafa.

### Proyectos,1997–2001
El trabajo más destacado de Lee, Proyectos (1997–2001),  comenzó cuando aún estaba en la universidad como requisito de graduación. El mismo era un conjunto de fotografías instantáneas en las que posaba con drag queens, punks, bailarines de swing, personas mayores, latinos, músicos de hip-hop y fanáticos, skaters, lesbianas, jóvenes profesionales urbanos y colegialas coreanas. Así, se sumergió en las diferentes subculturas estadounidenses, creando una identidad como extensión de ella misma. Con una cámara compacta le pedía a determinado grupo o a transeúntes que la grabaran. Lee concibe su trabajo no tanto como la creación de imágenes bellas, sino más como la investigación de las nociones de identidad y los usos de la fotografía vernácula. Lee seleccionaba una subcultura, la investigaba y adoptaba la ropa, las costumbres y los modales de la misma. Luego, le contaba a un grupo de miembros de la subcultura en particular sobre Proyectos y les preguntaba si podía "pasar el rato" con ellos. Después de tres meses o más, Lee le pedía a un amigo, a un miembro del grupo o a un extraño, que le tomara una foto con el grupo.
Si bien los proyectos de Lee parecían bastante diferentes entre sí, había un hilo conductor entre todas las subculturas que retrató. Muchas de las personas fotografiadas pertenecen a grupos particulares, agrupados en el bajo Manhattan, área que se convirtió en el hogar de la artista. Además, cada grupo tenía un código de vestimenta distintivo, que destacaba y funcionaba a la vez como lazo entre los miembros de su comunidad. Sus proyectos destacan el concepto subyacente de cómo otras personas la convierten en un cierto tipo de persona y la influencia de las relaciones internas en la idea de identidad. Lee continúa cuestionando los conceptos de identidad y comportamiento social, cree que 'esencialmente la vida misma es una actuación. Cuando nos cambiamos de ropa para alterar nuestra apariencia, el verdadero acto es la transformación de nuestra forma de expresión, la expresión externa de nuestra psique'. La artista afirma que cuando muestra su trabajo, prefiere presentar varias fotografías juntas, ya que todas están conectadas. Por ejemplo, 'The Punk Project tiene que estar con The Yuppie Project, The Lesbian Project y otros proyectos. Eso es lo que hace que The Punk Project se vea realmente punk. Los proyectos se apoyan y se definen entre sí. No necesariamente veo una secuencia en mi propio trabajo, y mis imágenes no tienen un orden, pero las personas pueden inventar su propia historia cuando ven mi trabajo'.
Con Projects, una serie de fotos que la llevaron a la fama en 1998, después de exponer en exhibiciones de arte y ferias, Lee se transformó en una "mezcla" de ropa, maquillaje y peinados, lentes de contacto multicolores, ejercicios de baile ..., para pasar desapercibida junto a personas completamente diferentes: turistas, niñas, jubilados, etc. ... y posó junto a los mismos.
Se argumenta que The Yuppie Project (1998) es la más importante de las series de Lee. Lee se sumergió en el mundo de los jóvenes profesionales de Wall Street y las fotografías resultantes enfatizan la blancura como raza. El Proyecto Yuppie destaca cómo los blancos rara vez reconocen su propia raza al documentar a los hombres blancos ricos en un entorno empresarial. La blancura se representa de dos maneras clave: una es la riqueza de estos jóvenes empresarios, la otra es la exclusividad y la alienación. A diferencia de los proyectos anteriores, en los que Lee es casi indistinguible del resto del grupo, en las fotografías de The Yuppy Project se destaca del resto. 

### 2002-presente
Una serie más reciente de Lee, titulada Partes (2002–2005) utiliza imágenes de Lee posando en diferentes escenarios con un compañero masculino, recortadas para que sea imposible ver directamente con quién está. Se observa solo un rastro, como un brazo o un pie. Esta imagen pone el foco completamente en ella, lo que sugiere que su identidad también cambia después de cada relación emocional. Declaró: "Cuando me conocieron todos dijeron: 'Oh, eres diferente de lo que me imaginaba'.
En 2006, Lee lanzó una película de una hora conocida como Nikki S. Lee. El proyecto, descrito como un "documental conceptual", alterna segmentos que presentan a la artista como dos personalidades distintas, una académica reservada y una persona socialmente extrovertida. Se estrenó en el Museo de Arte Moderno de Nueva York, del 5 al 7 de octubre del 2006. A través de este trabajo, su objetivo es señalar el interesante concepto de mostrar la realidad y la no realidad al mismo tiempo.
El único trabajo de Lee para una revista comercial fue con Black Book, en donde colaboró sobre el tema de la burguesía, tomándose fotos de sí misma junto a un hombre y posando como una pareja burguesa.
Uno de sus trabajos más recientes es Layers (2008), que es una serie de fotografías que muestran capas de sus retratos callejeros dibujados en 14 ciudades diferentes. Lee recogía sus retratos callejeros, colocaba tres diferentes en una caja de luz y tomaba una foto. A través de este proyecto, quería descubrir cómo retratarían su rostro personas de diferentes ciudades. Ella sostiene que quiere retratar en su trabajo las diferentes capas de personalidad que todos tenemos.